# Љубомир Шимунић
Љубомир Шимунић (Београд, 1942 — 2021) је био српски уметник, фотограф и филмски стваралац.

## Биографија
Каријеру је започео седамдесетих година као стваралац алтернативних краткометражних филмова.
Циклуси фотографија
- Свилена времена (полароиди еротског карактера)[3]
- Тајни живот београдске периферије
- У потрази за изгубљеним сликама детињства (рађен 1999, у току бомбардовања, последњи циклус на негатив, пре дигиталне фотографије)
- Потрага за ногама фризерке Наде
- Vue de la fenetre (посвећен Анрију Матису)
- Psychodelict Stairway (посвећен Алфреду Хичкоку)
- The Night, The Adventure, The Eclipse (посвећен истоименим филмовима Микеланђела Антонионија)[4]

## Филмографија
- Pression (1975)
- Gerdy, the Wicked Witch (Short 1976) Герди злочеста вјештица
- Summer Dreams (1978)
- Шта Славицу очекује у животу (1978)[5]

Помиње се у књизи Ко је ко стварно у Србији Исидоре Бјелице, у поглављу Вертикални Београд.